# UNIL-Sorge (métro de Lausanne)
Pour les articles homonymes, voir UNIL (homonymie) et Sorge.
UNIL-Sorge est une station de métro de la ligne M1 du métro de Lausanne, située route de Sorge à Écublens, à l'ouest de l'agglomération lausannoise, dans le canton de Vaud. Elle dessert notamment l'ouest de l'université de Lausanne.
Mise en service en 1991, c'est une station accessible aux personnes à mobilité réduite.

## Situation sur le réseau
Établie à 391 mètres d'altitude, la station Vigie est établie au point kilométrique (PK) 4,690 de la ligne M1 du métro de Lausanne, entre les stations UNIL-Mouline (direction Lausanne-Flon) et EPFL (direction Renens-Gare), elle ne permet pas le croisement des rames.

## Histoire
Comme toute la ligne, les travaux de construction de la station débutent en 1988 et elle est mise en service le 2 juin 1991, lors de l'ouverture à l'exploitation de la ligne M1. Son nom a pour origine à la fois l'acronyme de l'université de Lausanne (UNIL) qu'elle dessert et la route de Sorge qu'elle longe. C'est une station sur un seul niveau, construite au niveau du sol le long de la route.
La station est rénovée entre juillet et août 2017, avec notamment la pose d'un nouveau mobilier.

## Service des voyageurs

### Accès et accueil
La station est construite sur le flanc nord de la route de Sorge et est accessible de plain pied. Cette configuration ne nécessite donc ni ascenseurs ni escaliers mécaniques, et lui permet d'être accessible aux personnes à mobilité réduite. Elle ne dispose que d'un seul quai et d'une seule voie.

### Desserte
La station UNIL-Sorge est desservie tous les jours de la semaine, la ligne fonctionnant de 5 h 15 à 0 h 45 du matin (à partir de 5 h 50 les dimanches et fêtes) environ, par l'ensemble des circulations qui parcourent la ligne, et est le terminus des services partiels depuis Lausanne. Les fréquences varient entre 5 et 15 minutes selon le jour de la semaine,. La station est fermée en dehors des heures de service de la ligne.

### Intermodalité
Des correspondances sont possibles avec la ligne de bus des TL 31.

### Encyclopédie spécialisée
- [DEHA97] Michel Dehanne, Michel Grandguillaume, Gérald Hadorn, Sébastien Jarne, Jean-Louis Rochaix et Annette Rochaix, Voies normales privées du Pays de Vaud, Lausanne, BVA, 1997 (ISBN 2-88125-010-6)